# Temporada 2017 de la Liga Cordobesa de Fútbol

La Primera División A "Torneo Ricardo Oscar Baffaro", fue el torneo correspondiente a la Temporada 2017 de la Liga Cordobesa de Fútbol, la número 105 en su historia.
Este año el campeonato paso a contar con 20 equipos participantes, debido a una restructuración de la LCF sobre las categorías Primera División A y Primera División B, que  contará con 16.
Al final de la temporada se establecerán 3 equipos clasificados al Federal C.

## Sistema de disputa
El certamen se dividió en tres fases: Inicial, Clasificatoria y Final.

### Fase Inicial
El certamen se dividió en dos zonas de 10 equipos, donde jugaron todos contra todos a una sola rueda. Los primeros de cada zona jugaron un partido definitorio en 
estadio neutral, (estos debían ser equipos sin plaza permanente en torneos de AFA o el CFF, en caso de que alguno de los punteros la tenga sería reemplazado por el equipo que le siga en orden de méritos y sin plaza fija). El ganador clasificó al cuadrangular Final clasificatorio para la Copa Córdoba y en busca de la clasificación al Federal C 2018.

### Fase Clasificatoria
Los 20 equipos jugaron todos contra todos, a una rueda. Los tres equipos que sumaron 
mayor cantidad de puntos clasificaron a la Fase Final (clasificatorio para la Copa Córdoba y Federal C 2018), siempre y cuando no sean equipos 
con plaza permanente en torneos de AFA o el CFF (en ese caso serían reemplazados por equipos que le sigan en orden de méritos). 
El equipo con mayor cantidad de puntos en la Tabla General  se coronó Campeón de Córdoba 2017 y clasificó automáticamente para 
disputar la final de la Copa Córdoba contra el ganador de los cuadrangulares clasificatorios.

### Fase Final
Consiste en una fase de cuadrangulares y Final de la Copa Córdoba 2017:
- Cudrangular 1 (Clasificatorio al Torneo Federal C 2018 y un equipo a la final de los cuadrangulares por la clasificación a la Copa Córdoba):

Lo jugaron el Ganador de la Fase Inicial y los tres mejores clasificados de la Fase 
Clasificatoria que no tengan plaza permanente en AFA o CFF.
Semifinales: el ganador Fase Inicial vs. 3º Fase Clasificatoria (P1) // 1º Fase Clasificatoria vs. 2º Fase Clasificatoria (P2) 
Jugaron a partido único en el estadio del equipo mejor clasificado.
Final: Ganador P1 vs. Ganador P2 (F1), jugaron a partido único en estadio neutral. (El ganador clasificó a la final de los cuadrangulares por la clasificación a la Copa Córdoba 2017, además ambos clasificaron al Torneo Federal C 2018)
Partido de perdedores: P1 vs. Perdedor P2, jugaron a partido único en estadio neutral (El ganador clasificó al Torneo Federal C 2018)
- Cudragular 2 (determina al otro finalista de los cuadrantes por la clasificación a la Copa Córdoba 2017):

Jugaron un cuadrangular los 
cuatro mejores equipos de la Tabla general con plaza permanente en AFA o en el Consejo Federal.
Semifinales: 1º mejor clasificado vs. 4 º mejor clasificado (P3) // 2 º mejor clasificado vs. 3 º mejor clasificado (P4).
Jugaron a partido único en el estadio del equipo mejor clasificado.
Finales: Ganador P3 vs. Ganador P4 (F2) // Jugaron a partido único en estadio neutral. (El 
ganador clasificó a la final de los cuadrangulares por la clasificación a la Copa Córdoba 2017).
- Final de los cuadrangulares:

La final para definir al rival del Campeón de Córdoba 2017 la jugaron los ganadores de F1 y F2. 
Jugaron a partido único en estadio neutral.
- Copa Córdoba 2017:

La jugaron el campeón de Córdoba 2017 y el ganador de los cuadrangulares clasificatorios; el ganador se coronará como el campeón de la temporada.

### Descenso y Reválida
Se producirán un descenso directo y un equipo clasificado a la reválida contra otro de la Primera División B, por la permanencia de la categoría.
El descenso corresponderá al equipo que sume menos puntos en la Tabla General. El equipo que revalida será el equipo que obtenga el último puesto en la tabla de promedios, que jugará frente al equipo que 
gane el Cuadrangular de la Primera División B.

## Fase Inicial

### Tabla de posiciones
Zona A
| Pos. | Equipo              | Pts. | PJ | PG | PE | PP | GF | GC | Dif. |
| ---- | ------------------- | ---- | -- | -- | -- | -- | -- | -- | ---- |
| 02.º | Las Palmas          | 20   | 9  | 6  | 2  | 1  | 16 | 7  | 9    |
| 01.º | Universitario       | 18   | 9  | 5  | 3  | 1  | 11 | 6  | 5    |
| 03.º | Belgrano            | 17   | 9  | 5  | 2  | 2  | 29 | 11 | 18   |
| 04.º | General Paz Juniors | 15   | 9  | 4  | 3  | 2  | 11 | 8  | 3    |
| 05.º | Talleres            | 14   | 9  | 4  | 2  | 3  | 19 | 16 | 3    |
| 06.º | Deportivo Atalaya   | 12   | 9  | 3  | 3  | 3  | 11 | 11 | 0    |
| 07.º | All Boys            | 10   | 9  | 3  | 1  | 5  | 11 | 22 | −11  |
| 08.º | Barrio Parque       | 9    | 9  | 2  | 3  | 4  | 8  | 16 | −8   |
| 09.º | Calera Central      | 7    | 9  | 2  | 1  | 6  | 10 | 15 | −5   |
| 10.º | Libertad            | 3    | 9  | 1  | 0  | 8  | 10 | 24 | −14  |

|  | Clasificado al partido final de la fase inicial. |

|  |

Zona B
| Pos. | Equipo                      | Pts. | PJ | PG | PE | PP | GF | GC | Dif. |
| ---- | --------------------------- | ---- | -- | -- | -- | -- | -- | -- | ---- |
| 01.º | Escuela Presidente Roca     | 17   | 9  | 4  | 5  | 0  | 11 | 6  | 5    |
| 02.º | Almirante Brown (Malagueño) | 17   | 9  | 5  | 2  | 2  | 13 | 8  | 5    |
| 03.º | Atlético Carlos Paz         | 17   | 9  | 5  | 2  | 2  | 14 | 10 | 4    |
| 04.º | San Lorenzo                 | 14   | 9  | 4  | 2  | 3  | 12 | 12 | 0    |
| 05.º | Racing                      | 12   | 9  | 3  | 3  | 3  | 14 | 8  | 6    |
| 06.º | Las Flores                  | 12   | 9  | 3  | 3  | 3  | 13 | 12 | 1    |
| 07.º | Huracán                     | 10   | 9  | 3  | 1  | 5  | 9  | 12 | −3   |
| 08.º | Instituto                   | 10   | 9  | 3  | 1  | 5  | 11 | 18 | −7   |
| 09.º | Unión San Vicente           | 8    | 9  | 2  | 2  | 5  | 11 | 14 | −3   |
| 10.º | Argentino Peñarol           | 6    | 9  | 1  | 3  | 5  | 8  | 16 | −8   |

|  | Clasificado al partido final de la fase inicial. |

|  |

### Final
| Final          | Final         | Final                   | Final      | Final      | Final |
| Ganador Zona 1 | Resultado     | Ganador Zona 2          | Estadio    | Fecha      | Hora  |
| -------------- | ------------- | ----------------------- | ---------- | ---------- | ----- |
| Universitario  | 1 (4) - 1 (2) | Escuela Presidente Roca | Las Flores | 2 de junio | 16:00 |

|}
|  | Clasificado al cuadrangular por la clasificación al Federal C 2018 |

|  |